# بتبي
في الدين المصري القديم، كان بتبي أو پت بي ويعرف بالقبطية بـ ⲡⲉⲧⲃⲉ، إله الانتقام، عُبد في منطقة أخميم بوسط مصر.  اسمه يترجم إلى روح السماء، بمعنى "روح السماء" أو "مزاج السماء". ومع ذلك، قد يكون بتبي إلهًا كلدانيًا أدخله العمال المهاجرون من المشرق، واسمه تحريف للعبارة ثنائية اللغة بت-بعل، بمعنى "سيد السماء". وقارن المسيحيون الأوائل بتبي بالإله اليوناني كرونوس.